# Зелиг, Эрих
Эрих Зелиг (нем. Erich Seelig); (15 июля 1909, Быдгощ, Германская империя — 19 января 1984, Нью-Джерси, США) — немецкий боксёр-профессионал, выступавший в средней и полутяжёлой весовых категориях, чемпион Германии. Включён в Международный еврейский спортивный зал славы.

## Биография
Эрих Зелиг родился в «маленьком Берлине», так в то время назывался польский город Быдгощ (немецкое название — Бромберг). В 1920 году семья перебралась в Берлин, после того как годом ранее по условиям Версальского мира большая часть германской провинции Позен отошла Польше. Через несколько лет Эрих и его старший брат Генрих открыли боксёрский зал на Георгенкирхштрассе.
К началу 1930-х годов Эрих Зелиг был чемпионом Германии в среднем весе. Его звёздный час настал 28 февраля 1933 года, когда 2000 зрителей, заполнивших театр «Флора» в Гамбурге, стали свидетелями убедительной победы в 12-раундовом поединке за звание чемпиона Германии в полутяжёлом весе над Гельмутом Харткоппом. Хотя Гитлер уже почти месяц был рейхсканцлером, пресса восторженно писал о победе, портрет чемпиона Германии украсил обложку спортивного журнала. А спустя пару недель спортивный журнал подробно анонсировал поединок Эриха Зелига с почти не знавшим поражений Хансом Зайфридом. В этом бою, который должен был состояться в Берлине 31 марта 1933 года, ему предстояло отстоять титул чемпиона Германии в классическом среднем весе.
Но накануне поединка его посетила группа штурмовиков SA, командир которой дал чемпиону «добрый совет»: вообще не появляться завтра на берлинской арене Neue Welt, а ещё лучше — отказаться от защиты своего титула. И вечером 31 марта 1933 года к неудовольствию публики было объявлено, что главный поединок вечера — между Зелигом и Зайфридом — запрещён и не состоится. В апреле 1933 года Зелиг эмигрировал во Францию, а затем через Кубу — в США.
После эмиграции он продолжил боксерскую карьеру. Во Франции Зелиг победил действующего чемпиона страны Жака Этьена и проиграл чемпиону Европы бельгийцу Марселю Тилю. В 1935 году победил экс-чемпиона мира Микки Уолкера. Бой с Тедди Ярошем, также экс-чемпионом мира, завершился вничью. В 1939 году вышел на поединок за звание чемпиона Национальной боксёрской ассоциации, но уже в первом раунде был нокаутирован Элом Хостаком. Не имел возможности участвовать в Олимпиаде в 1936 по причине расовых ограничений нацистов.
В 1940 году женился на Грете Майнштайн, уроженке Баварии, также эмигрировавшей в США после того, как еврейское происхождение помешало перспективной барьеристке заниматься спортом в Германии. После завершения спортивной карьеры в 1940 году открыл семейную птицеферму. Впоследствии создал боксерский клуб, где тренировал молодёжь.